# Karl Lüllig

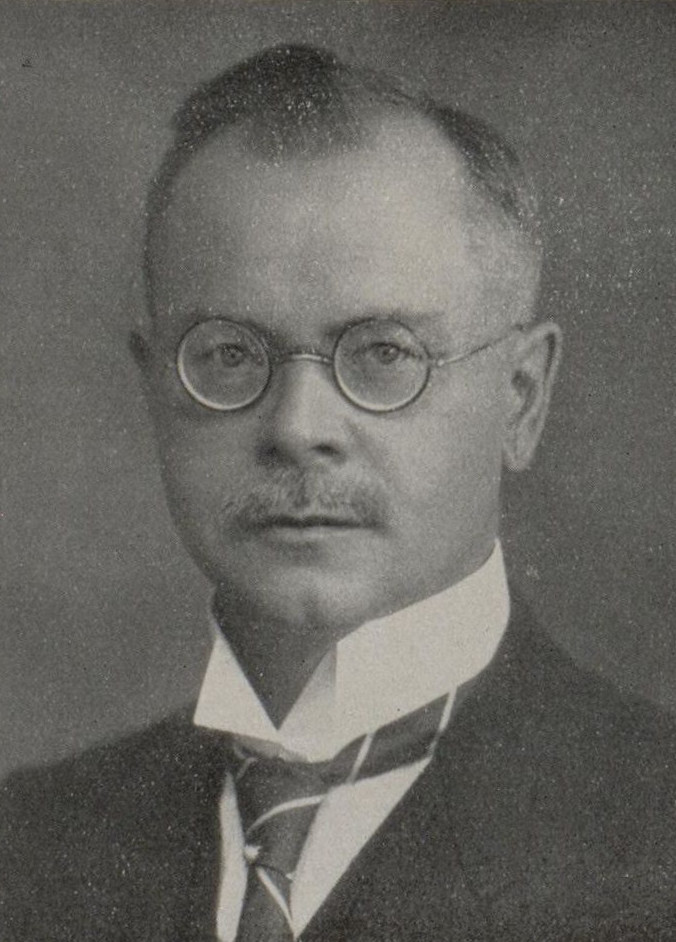
Karl Lüllig, um 1926

Karl Joseph Lüllig, auch Carl Lüllig, (* 24. Februar 1877 in Mergentheim; † 30. Januar 1946 ebenda) war von 1923 bis 1934 Oberbürgermeister von Schwäbisch Gmünd.

## Leben
Karl Lüllig studierte Rechtswissenschaften an der Eberhard Karls Universität Tübingen. Er war Mitglied der  katholischen Studentenverbindungen KDStV Markomannia Würzburg und AV Guestfalia Tübingen im CV.
Er war in Ravensburg als Rechtsanwalt tätig und war Vorstand des 1920 gegründeten Liederkranzes Ravensburg. Auf seine Initiative geht die Gründungsversammlung des Stadtorchesters Ravensburg zurück.

## Amtszeit als Oberbürgermeister
Lüllig trat 1923 als parteiloser Kandidat bei der Oberbürgermeisterwahl in Schwäbisch Gmünd an. Völlig überraschend gewann der in Gmünd unbekannte Rechtsanwalt die Wahl gegen den von vier Parteien unterstützten Zentrums-Politiker, dem Stuttgarter Staatsrat Hermann Gögler. Lüllig verstand es, die Vereine für sich zu gewinnen und sich als „Volksmann“ zu präsentieren, während Gögler und seine Anhänger auf den Wahlaufruf der unterstützenden Parteien vertrauten und sonst auf einen Wahlkampf weitestgehend verzichteten.
1932 bewarb Lüllig sich um eine weitere Amtszeit. Bei der Wahl am 11. Dezember 1932 konnte er sich mit 5.429 Stimmen zu 1.890 Stimmen gegen seinen einzigen Herausforderer, den Landtagsabgeordneten Otto Vollmer (KPD) aus Heilbronn, durchsetzen.

### Lülligs Amtsenthebung
1934 wurde er unter fadenscheinigen Argumenten von dem NS-Regime von seinem Amt enthoben. Er hatte angeordnet, Hitlers Rede zur Arbeitsschlacht (Bundesautobahn 656) am 21. März 1934 nicht in einer Direktübertragung in die Betriebe und Behörden von Schwäbisch Gmünd zu übertragen, sondern dies erst abends per Schallplatte nachzuholen.

## Ehrungen
Die Stadt Schwäbisch Gmünd benannte die Karl-Lüllig-Straße im Stadtteil Rehnenhof nach ihrem früheren Oberbürgermeister.